# ناثانيل فريمان
ناثانيل فريمان هو سياسي كندي، ولد في 5 مارس 1740 في الولايات المتحدة، وتوفي في 17 يونيو 1795. انتخب عضو مجلس نواب نوفا سكوتيا.